# Wahlkreis Zittau I
Der Wahlkreis Zittau I war ein Landtagswahlkreis zur Landtagswahl in Sachsen 1990, der ersten Landtagswahl nach der Wiedergründung des Landes Sachsen. Er hatte die Wahlkreisnummer 31.
Der Wahlkreis umfasste Teile des Landkreises Zittau: Bertsdorf, Großschönau,
Hainewalde, Hartau, Jonsdorf, Lückendorf, Olbersdorf, Oybin, Waltersdorf  und Zittau.
Für die Landtagswahlen 1994 wurde auch infolge der Kreisreform die Wahlkreisstruktur verändert, zudem wurde die Zahl der Wahlkreise von 80 auf 60 verringert. Das Gebiet des Wahlkreises Zittau I wurde 1994 Teil des Wahlkreises Sächsische Oberlausitz 2.

## Ergebnisse
Die Landtagswahl 1990 fand am 14. Oktober 1990 statt und hatte folgendes Ergebnis für den Wahlkreis Zittau I:
| Direktkandidat | Partei (Kürzel) | Erststimmen (%) | Zweitstimmen (%) |
| -------------- | --------------- | --------------- | ---------------- |
|                | DA              | -               | 00,5             |
| Peter Dierich  | CDU             | 53,1            | 55,1             |
|                | Chr. L          | -               | 00,5             |
|                | DBU             | 00,7            | 00,7             |
|                | DSU             | 04,1            | 03,1             |
|                | F.D.P.          | 04,7            | 04,5             |
|                | LL-PDS          | 14,6            | 13,0             |
|                | NPD             | -               | 01,0             |
|                | FORUM           | 11,0            | 07,1             |
|                | RAP             | -               | 00,2             |
|                | SHB             | -               | 00,1             |
|                | SPD             | 11,7            | 14,1             |

Es waren 43.494 Personen wahlberechtigt. Die Wahlbeteiligung lag bei 68,0 %. Von den abgegebenen Stimmen waren 2,4 % ungültig. Als Direktkandidat wurde Peter Dierich (CDU) gewählt. Er erreichte 53,1 % aller gültigen Stimmen.